# Turmteleskop

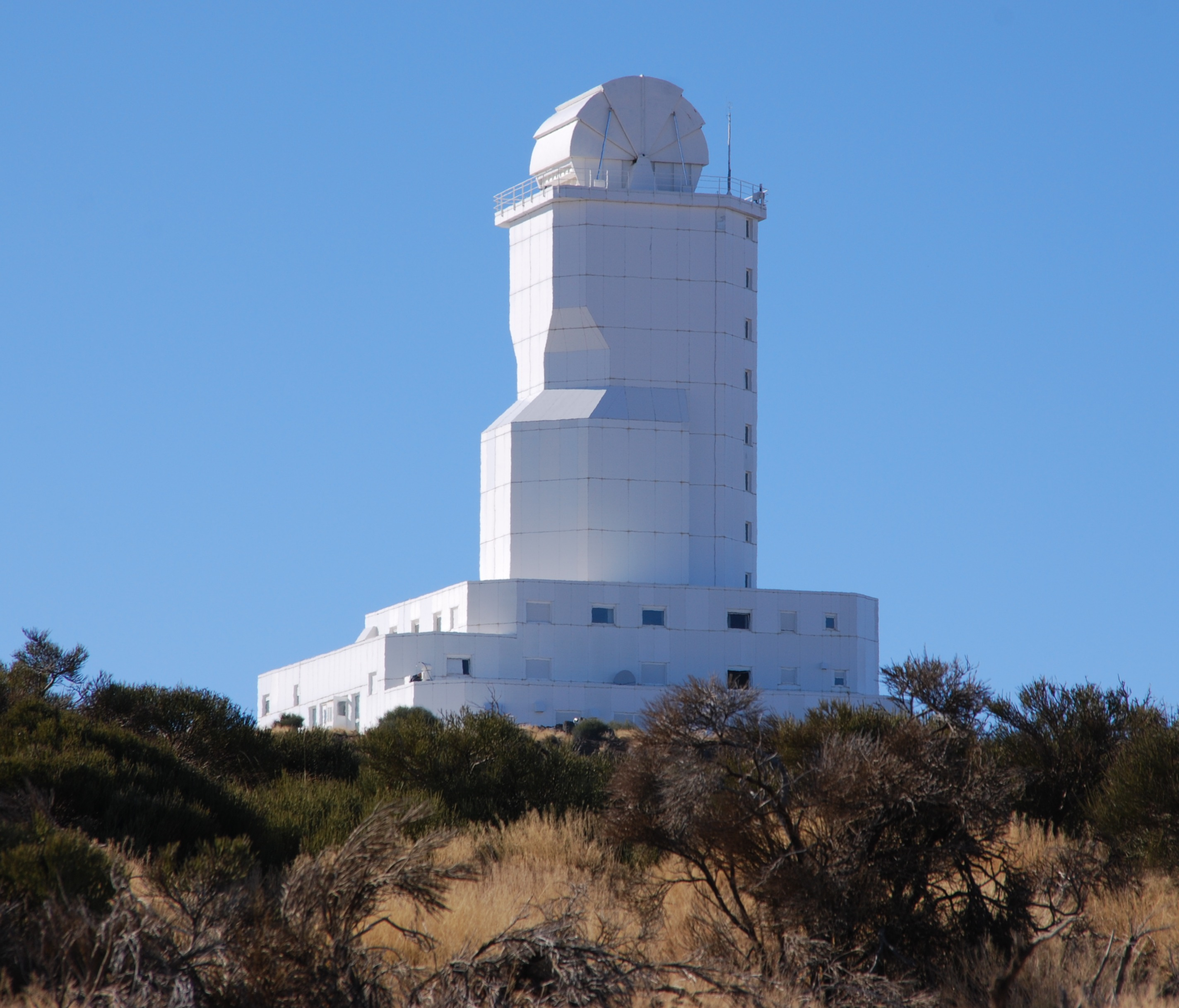
Vakuumturmteleskop zur Sonnenbeobachtung auf Teneriffa

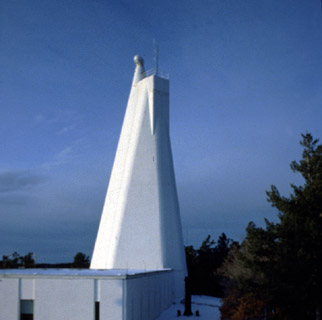
Richard B. Dunn Solar Teleskop in den Sacramento Mountains

Ein Turmteleskop ist ein sehr langbrennweitiges Teleskop, dessen Tubus sich in einem Turm befindet. Turmteleskope werden hauptsächlich zur Untersuchung der Sonne eingesetzt. Sie bieten für lange Brennweiten eine kostengünstigere Alternative zu ausrichtbaren Teleskopen. 
Statt durch Bewegung des gesamten Teleskops geschieht bei Turmteleskopen die Nachführung auf das Beobachtungsobjekt normalerweise durch einen Coelostaten. Bei Turmteleskopen und anderen Sonnenteleskopen wird häufig der Tubus evakuiert, um Bildstörungen durch erhitzte Luft zu vermindern. 

## Beispiele
- Schwedisches 1-m-Sonnenteleskop am Roque-de-los-Muchachos-Observatorium.
- Vakuumturmteleskop (VTT) im Teide Observatorium auf Teneriffa, dem Kiepenheuer-Instituts für Sonnenphysik angehörig.
- Dunn Solar Telescope (DST) auf Sacramento Peak, USA.[1]
- Einsteinturm in Potsdam.
- Sonnenbeobachtungsturm Meudon.
- 60-Fuß- und 150-Fuß-Turmteleskope am Mount-Wilson-Observatorium, USA.

Siehe auch: Astronomischer Turm